# Phrurolithus coreanus
Phrurolithus coreanus là một loài nhện trong họ Phrurolithidae.
Loài này thuộc chi Phrurolithus. Phrurolithus coreanus được Kap Yong Paik miêu tả năm 1991.